# Afghaanse Burgeroorlog (1989-2001)
De Afghaanse Burgeroorlog vormt een episode in de moderne geschiedenis van Afghanistan van februari 1989 tot oktober 2001 binnen de bredere oorlog in Afghanistan die al sinds 1978 woedt.

## Voorgeschiedenis
Het conflict begon met een communistische staatsgreep in april 1978, bekend als de Saur-Revolutie. Verschillende opstanden braken uit tegen het nieuwe communistische regime in 1979. De Sovjet-Russische interventie in Afghanistan (1979-1989) was bedoeld om het communistische regime te ondersteunen tegen de opstanden. Dit had onder meer te maken met het feit dat uit allerlei landen islamitische strijders zich geroepen voelden om de "goddeloze" communisten uit het land te verdrijven. Sommige van deze rebellen kregen steun van de Verenigde Staten, die deze mogelijkheid gebruikten om de Sovjet-Unie, hun aartsvijand tijdens de Koude Oorlog, te verzwakken. Het Rode Leger werd verslagen en verliet het land in februari 1989.
Reeds in de jaren 1987 tot 1989 raakten verschillende islamitische rebellenfacties onderling slaags terwijl de Russen nog in het land waren. Volgens verschillende gepubliceerde verslagen in de jaren 1980 verkreeg met name de Hezb-i Islami van Gulbuddin Hekmatyar een slechte reputatie wegens het aanvallen van andere verzetsgroepen, vooral die van Ahmad Shah Massoud, en het overvallen of blokkeren van hun voedsel- en wapenvoorraden en karavanen van hulporganisaties.

## Verloop

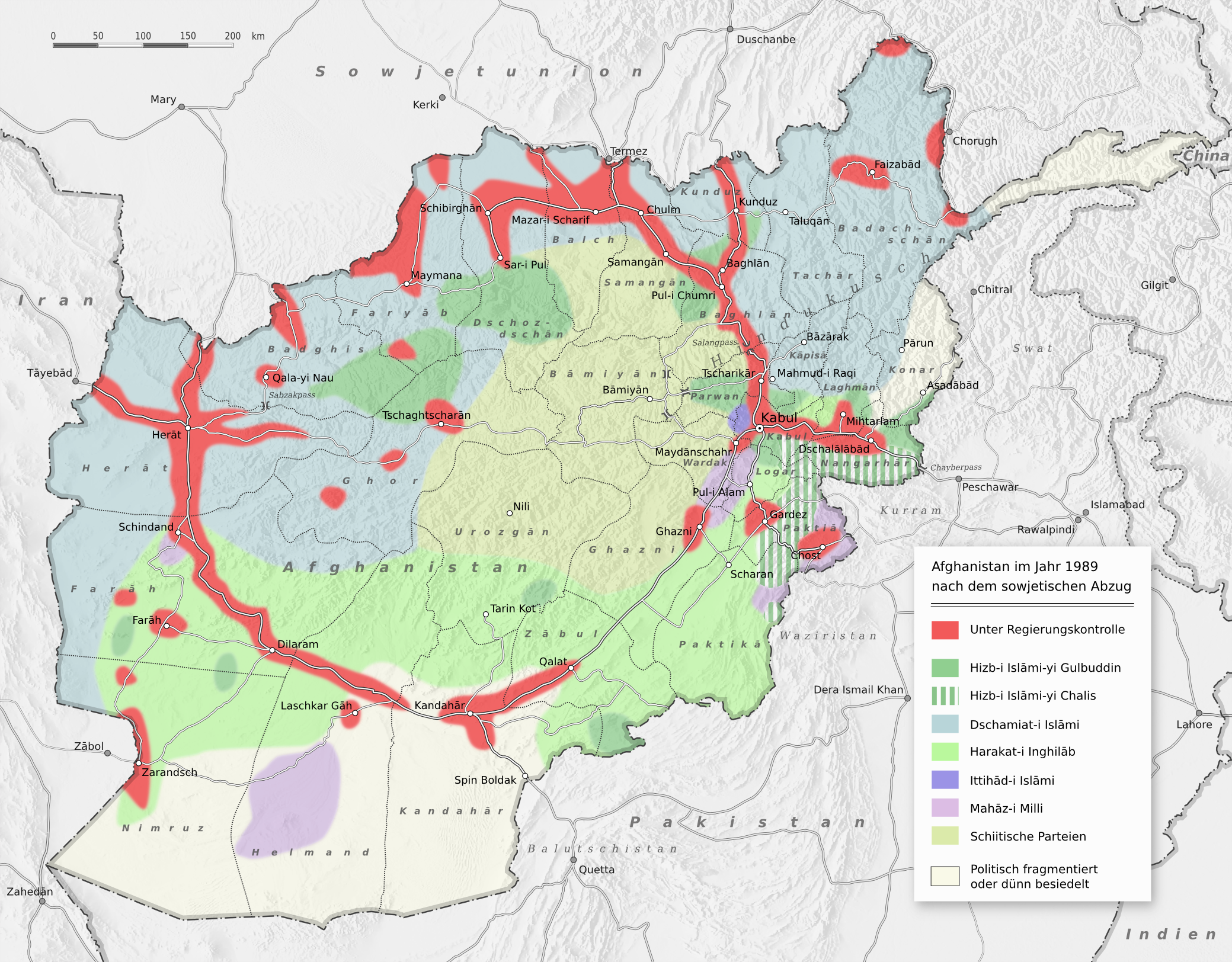
Politieke toestand na de Sovjetterugtrekking begin 1989.

De oorlog verliep in verschillende fasen en vloeide voort uit eerdere gewapende conflicten in Afghanistan, die begonnen in april 1978. De terugtrekking van de Sovjettroepen in februari 1989 kan worden gezien als het begin van de Afghaanse Burgeroorlog, maar in wezen waren er voordien reeds jarenlang gewapende conflicten tussen de verschillende rebellenfacties. Er is ook nooit echt een 'einde' gekomen aan de burgeroorlog; deze spoelde over in een nieuwe oorlog met de Amerikaanse interventie van 2001.

### Van Democratische Republiek naar Islamitische Staat
Toen de laatste Sovjettank het land uitrolde, beheerste de socialistische regering van de Democratische Republiek Afghanistan nog de meeste grote steden en de wegen daartussen, terwijl rurale gebieden in handen van allerlei milities waren gekomen. Deze verschillende rebellenfacties, vrijwel allemaal met een islamitische signatuur, vochten daarop nog drie jaar tegen de regering, totdat in april 1992 de hoofdstad Kabul eindelijk in hun handen viel en president Mohammed Nadjiboellah op 15 april tot aftreden werd gedwongen.
Het Peshawar-akkoord van 25 april 1992, waarin een machtsverdeling binnen een interim-regering van nationale eenheid was voorzien, werd getekend door zes van de zeven grote Afghaanse anti-Sovjetverzetspartijen. Sommige restanten van de regering-Nadjiboellah steunden de machtswisseling. Opmerkelijkerwijze weigerde de Hezb-e Islami ("Islamitische Partij"), de factie van de Pashtoen Gulbuddin Hekmatyar, het Akkoord te tekenen. Een islamitische staat werd uitgeroepen, islamitisch recht werd ingevoerd, bars werden gesloten en vrouwen werd verplicht om de hijab te dragen. In juni werd Burhanuddin Rabbani, leider van de door Tadzjieken gedomineerde factie Jamiat-e Islami ("Islamitische Vereniging"), aangesteld tot interim-president van de nieuwe Islamitische Staat Afghanistan. Op 30 december 1992 werd Rabbani verkozen tot het hoofd van een zevenkoppige regeringsraad voor een termijn van 2 jaar.

### Opkomst van de Taliban

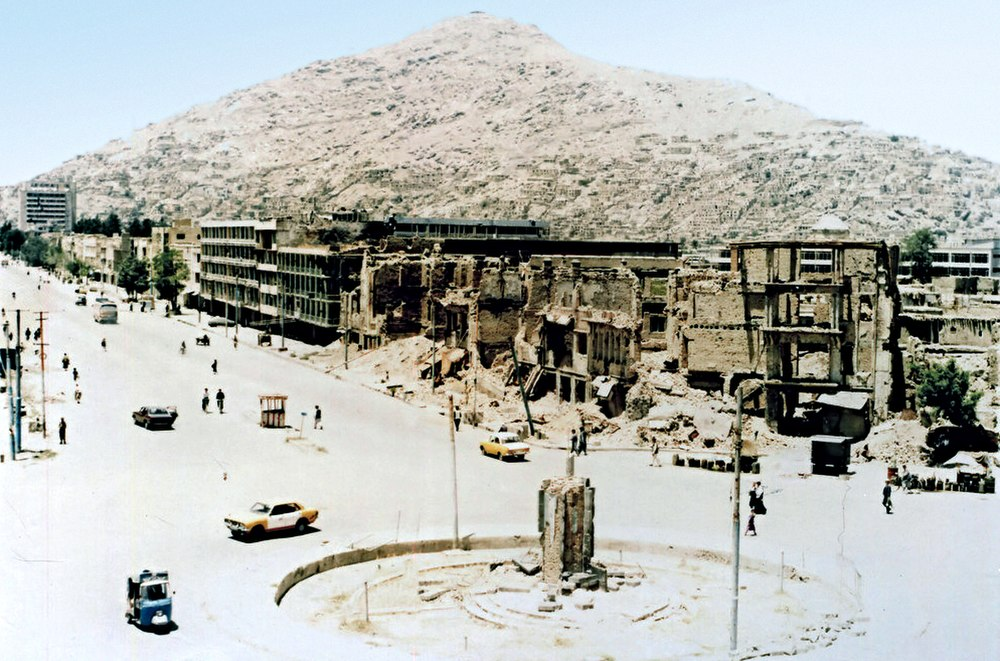
Deze foto toont het aan puin geschoten Kabul in 1993.

Echter, de factie Hezb-e Islami van rebellenleider Hekmatyar (die zich in 1976 van Jamiat-e Islami had afgesplitst) eiste een aandeel in de macht op en begon vanaf mei te botsen met de troepen van Rabbani. Een nieuwe burgeroorlog ontbrandde en meerdere facties raakten slaags. Na maanden van gevechten tekenden ze in maart 1993 een akkoord, waarbij Hekmatyar premier van Afghanistan werd in juni en Rabbani's presidentschap werd ingekort van 2 jaar naar 1,5 jaar. Gevechten tussen verschillende rebellenfacties gingen echter voort en Kabul werd grotendeels verwoest terwijl de strijdende partijen elkaar bestookten.
Vanaf eind 1994 maakten de Taliban (letterlijk: "Studenten", namelijk studenten van religie), een streng-islamitische factie uit Pakistan, een enorme opmars, wisten grote delen van het land te veroveren en boden vanaf 1996 onderdak aan Osama bin Laden, leider van de terroristische organisatie Al Qaida. In september 1996 namen de Taliban de hoofdstad Kabul in en riepen het Islamitisch Emiraat Afghanistan uit. Ze voerden een strenge interpretatie van de sharia in en veranderden het land in een theocratie. De andere facties vormden uiteindelijk eind 1996 de Noordelijke Alliantie (eigenlijke naam: Verenigd Islamitisch Front voor de Redding van Afghanistan), maar verloren steeds meer terrein.

### Toenemende internationale spanningen
Op 8 augustus 1998 veroverden de Taliban Mazar-i-Sharif, waarbij zij een massamoord aanrichtten onder de sjiitische bevolking, met zo'n 8000 doden tot gevolg. Dit bracht een grote schok teweeg in de internationale gemeenschap en Iran dreigde enige tijd het land binnen te vallen om de sjiieten te beschermen, maar door bemiddeling van de Verenigde Naties zagen ze daarvan af. Datzelfde jaar pleegde Al Qaida twee bomaanslagen op Amerikaanse ambassades in Kenia en Tanzania. De FBI zette in 1999 Osama bin Laden op een lijst van 10 meest gezochte personen.
Het volgende jaar erkenden de Taliban Tsjetsjenië als onafhankelijke islamitische republiek, waarmee de spanningen met Rusland opliepen. In december 2000 namen de Verenigde Naties Resolutie 1333 aan die sancties oplegde aan het Taliban-regime, waarin werd geëist dat ze hun steun aan terroristische organisaties zouden stoppen en hun mensenrechtenschendingen, vooral tegen vrouwen en meisjes, onmiddellijk zouden staken. In maart 2001 verwoestten de Taliban de beroemde Boeddha's van Bamyan omdat ze deze beschouwden als "afgoderij", hetgeen opnieuw leidde tot grote internationale protesten.

## Amerikaanse interventie
Op 11 september 2001 pleegden 19 kapers van Al Qaida terroristische aanslagen in de Verenigde Staten, die leidden tot de dood van bijna 3000 Amerikaanse burgers. De VS behandelden dit als een rechtstreekse aanval, riepen de hulp in van hun NAVO-bondgenoten en verklaarden de oorlog aan Al Qaida en alle andere terroristische organisaties. Na de weigering van de Taliban om Osama bin Laden en zijn handlangers uit te leveren, vielen Amerikaanse en andere NAVO-troepen op 7 oktober 2001 Afghanistan binnen, als bondgenoten van de Noordelijke Alliantie. Hiermee begon de Oorlog in Afghanistan. Na drie maanden was het land vrijwel geheel onder controle van de Noordelijke Alliantie en de NAVO, maar waren Bin Laden en andere leiders van Al Qaida en de Taliban reeds het land ontvlucht. Sindsdien voeren de Taliban en Al Qaida een guerrillaoorlog om te proberen Afghanistan te heroveren.